# The New Twilight Zone—aflevering 11
De elfde aflevering van de serie The New Twilight Zone bestaat uit twee subafleveringen: The Beacon en One Life, Furnished in Early Poverty.

## The Beacon
The Beacon is de eerste subaflevering. Het scenario werd geschreven door Martin Pasko en Rebecca Parr.

### Plot
Een jonge dokter, genaamd Dennis Barrows, belandt in een vreemd stadje, waar de bewoners een vuurtoren vereren. Hij vindt een ziek jong meisje en besluit haar te helpen. De burgemeester is tegen het idee, maar haar broer stemt toe.
De medicijnen slaan aan en het meisje geneest langzaam. Maar dan schijnt op een nacht het licht van de vuurtoren op haar slaapkamerraam. Dit is voor de bewoners een teken dat ze het meisje moeten doden, anders zal de “god van de vuurtoren” zijn toorn los laten over de stad. Barrows wil hen tegenhouden, maar de dorpelingen houden vol dat dit “offer” nodig is anders zal de vuurtoren stoppen met werken. Als Barrows toch doorzet, kiezen de dorpelingen hem uit als het nieuwe offer voor de vuurtoren.

### Rolverdeling
- Giovanni Ribisi: Teddy
- Hayley Taylor Block: Katie
- Scott Lincoln: Trooper
- Martin Landau: William Cooper-James
- Cheryl Anderson: Mary Ann
- Charles Martin Smith: Dr. Dennis Barrows

## One Life, Furnished in Early Poverty
One Life, Furnished in Early Poverty is de tweede subaflevering. Het scenario werd geschreven door Alan Brennert.

### Plot
Gus Rosenthal is een verbitterde man van middelbare leeftijd. Op een dag breekt een van zijn oude speelgoedsoldaatjes die hij verzamelt. Hij besluit terug te keren naar het huis waar hij als kind woonde om het kapotte soldaatje daar te begraven, iets wat hij als kind al deed. Terwijl Gus bij het huis onder een boom zit, belandt hij opeens weer in de jaren 40 en ziet zichzelf als kind.
Gus blijft een tijdje in de jaren 40. Op een dag redt hij zijn jongere zelf van een paar pestkoppen. Dan keert hij terug naar het heden, waar hij zich niets kan herinneren van het feit dat hij als kind zijn toekomstige zelf had ontmoet.
Wanneer Gus een taxi naar huis neemt, herkent hij de taxichauffeur als een van de pestkoppen die hem vroeger lastigviel. Dit doet Gus inzien dat, hoewel zijn jeugd niet echt plezierig was, hij een stuk beter terecht is gekomen dan de kinderen waar hij vroeger ruzie mee had.

### Rolverdeling
- Peter Riegert: Harry Rosenthal
- Chris Hebert: jonge Gus Rosenthal
- Jack Kehoe: Lou
- Barbara Tarbuck: Sarita
- Susan Wheeler Duff: de vrouw
- Biff Yeager: taxichauffeur
- Gary Karp: Jack Wheeldon

### Trivia
- Dit verhaal is deels gebaseerd op het leven van Harlan Ellison. Jack Wheeldon was echt de naam van een jongen die hem vroeger altijd lastigviel.
- Deze aflevering behandelt hetzelfde thema als de aflevering Walking Distance van de oorspronkelijk serie.